# Бурли
Бурли (каз. Бөрлі) — село в Карабалыкском районе Костанайской области Казахстана. Административный центр Бурлинского сельского округа. Код КАТО — 395037100.

## География
Находится примерно в 19 км к юго-западу от районного центра, посёлка Карабалык. Рядом с селом расположены солёные озёра Улькен-Бурли и Киши-Бурли, в 4 км к северу — озеро Займище, в 16 км к югу — пересыхающее озеро Журын.
С 1929 по 1963 годы являлся административным центром Карабалыкского района. 

## Население
В 1999 году население села составляло 1864 человека (897 мужчин и 967 женщин). По данным переписи 2009 года в селе проживало 1176 человек (580 мужчин и 596 женщин).